# اوراق قرضه دولتی

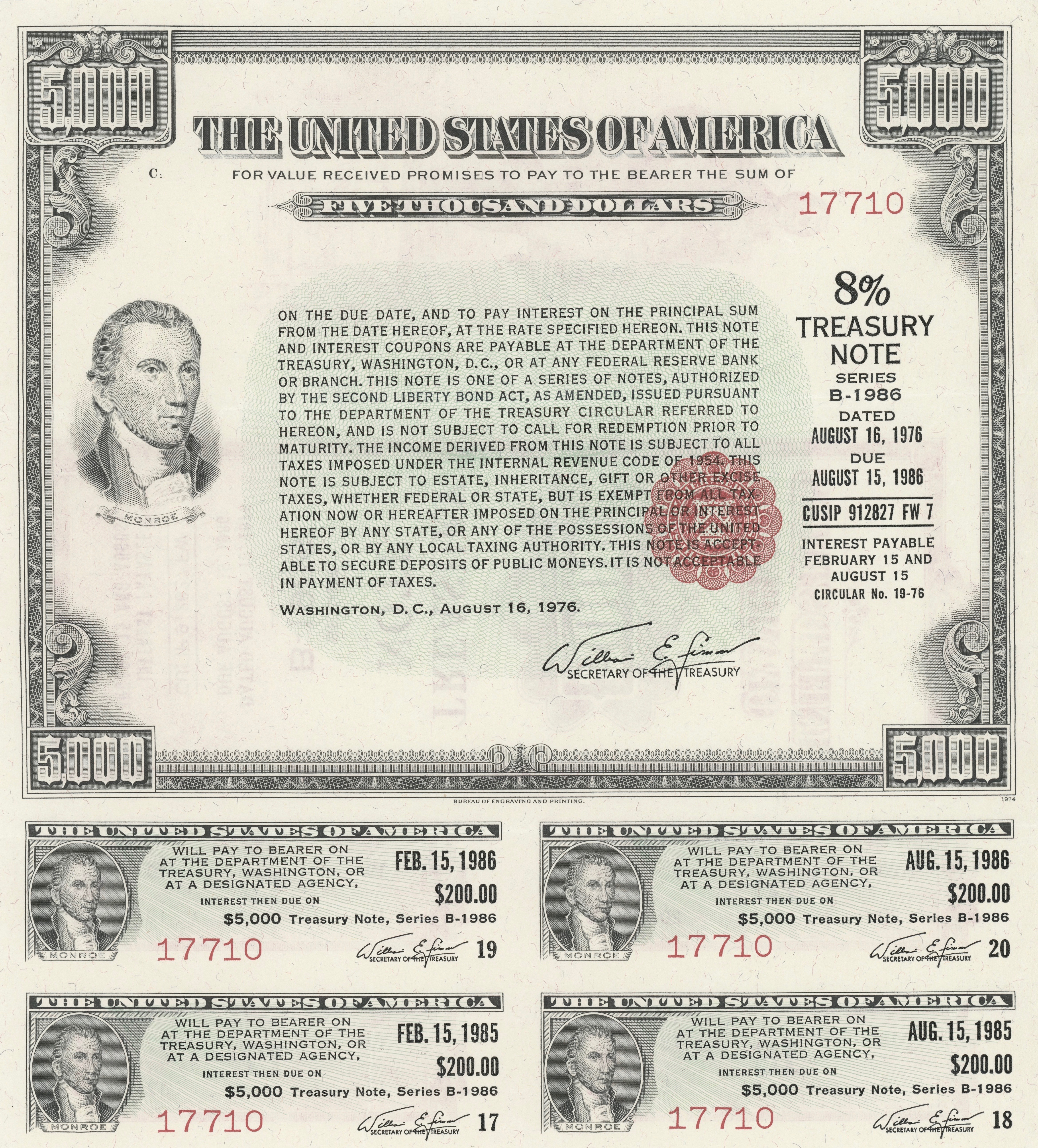
1976، 5000 دلار 8% یادداشت خزانه

اوراق قرضه دولتی (به انگلیسی: Government bond) اوراق قرضه‌ای است که توسط دولت منتشر می‌شود و سررسید طولانی دارند. دولت برای تأمین کسری بودجه یا تأمین سرمایه مورد نیاز طرح‌های عمرانی خاص یا عام، اقدام به انتشار اوراق قرضه دولتی می‌کند. اغلب نرخ بهره این اوراق برای کل دوره ثابت است، در نتیجه در شرایط تورمی خریداران این اوراق نه تنها سود نمی‌کنند بلکه ضرر نیز می‌نمایند.